# Beled
Beled är en stad och kommun i distriktet Kapuvár i provinsen Győr-Moson-Sopron i Ungern. Kommunen har 2 417 invånare (2024), på en yta av 26,47 km².